# Hans F. Illy
Hans Ferdinand Illy (* 16. April 1940 in Bingen am Rhein) ist ein deutscher Politik- und Verwaltungswissenschaftler.

## Leben
Hans F. Illy studierte Englisch und Französisch an der Universität Mainz-Germersheim (Akademisch geprüfter Auslandskorrespondent), Wirtschaftswissenschaften an der Universität Mannheim (Diplom-Kaufmann), Politische Wissenschaften, Entwicklungspolitik und Soziologie der Entwicklungsländer an der Universität Freiburg im Breisgau (Dr.phil). Er arbeitete vornehmlich am Arnold-Bergstraesser-Institut und lehrte als Professor für Entwicklungsverwaltung und Entwicklungspolitik an der Deutschen Hochschule für Verwaltungswissenschaften. Speyer. Zahlreiche Gutachteraufträge, Vorträge und Gastprofessuren führten ihn in viele Länder in allen Kontinenten.

## Schriften (Auswahl)
- Politik und Wirtschaft in Kamerun. Bedingungen, Ziele und Strategien der staatlichen Entwicklungspolitik. München 1976, ISBN 3-8039-0116-2.
- mit Rüdiger Sielaff und Nikolaus Werz: Diktatur – Staatsmodell für die Dritte Welt?. Würzburg 1980, ISBN 3-87640-187-6.
- mit Eugen Kaiser: „Entwicklungsverwaltung“: Wandlungen im Selbstverständnis eines Forschungsbereiches. Speyer 1985.
- Zielsetzung – Planung – Evaluierung in der Entwicklungspolitik. Bestimmungsfaktoren für den Erfolg der Zusammenarbeit zwischen der Bundesrepublik Deutschland und den Entwicklungsländern. Speyer 1986, OCLC 885120327.